# Alif Alif
Ari Atholhu Uthuruburi (Nord-Ari-Atoll), mit der Thaana-Kurzbezeichnung އއ (Alif Alif bzw. Alifu Alifu), ist ein Verwaltungsatoll (Distrikt) im Westen der Malediven. Es umfasst den nördlichen Teil des Ari-Atolls, das Rasdhoo-Atoll und das Thoddoo-Atoll. Die Einwohnerzahl beträgt knapp 5800 (Stand 2006).
Acht Inseln sind bewohnt, neben dem Verwaltungshauptort auf der Insel Rasdhoo (900 Einwohner) sind dies Bodufolhudhoo, Feridhoo, Himandhoo, Maalhos, Mathiveri, Thoddoo und Ukulhas. Insgesamt umfasst der Distrikt 34 Inseln.
Durch die relative Nähe zum Flughafen Malé ist Alif Alif wie das gesamte Ari-Atoll touristisch sehr gut erschlossen. Es gibt weit über ein Dutzend Hotelinseln, darunter beispielsweise die Insel Kuramathi im Rasdhoo-Atoll.
Im Süden schließt sich die Provinz Alif Dhaal direkt an, die nur den südlichen Teil des Ari-Atolls umfasst.